# ماریو کاروتنوتو
ماریو کاروتنوتو (ایتالیایی: Mario Carotenuto؛ ۲۹ ژوئن ۱۹۱۵ – ۱۴ آوریل ۱۹۹۵) بازیگر اهل ایتالیا بود. کاروتنوتو در سال ۱۹۷۳ برنده روبان نقره‌ای بهترین بازیگر نقش مکمل مرد شده است.

## گزیدهٔ نقش‌آفرینی
- دکتر زنان دوجانبه
- پیرینو، پزشک اس.ای.یو.بی.
- قصه‌های ممنوعه… دربارهٔ برهنگی
- بدهی زناشویی
- دربان برهنه
- بدون کمی هرزگی به کجا می‌توانی برسی؟
- فیورینا، گاو ماده
- معلم علوم تجربی
- در عشق، هر لذتی با رنج همراه است
- پائولو روبرتو کوتکینو مهاجم میانی موفق
- دختر دبیرستانی
- زیباترین روزها
- داستان یک جوان فقیر
- ۱۸۷۰
- ساتیریکون
- نان، عشق و …
- عروس جوان
- تیم اضطراری
- قهرمان زمان ما
- اولین عشق
- کراسلا
- پلیس زن
- اعترافات یک پلیس زن
- دخترک سرباز در دیدار نظامی
- آن دوران که به زن‌ها باکره می‌گفتند
- سنبله، ثور، جدی
- قرار ملاقات
- لطفاً مراقب آملیا باش
- خانم معلم با همه کلاس… می‌رقصد
- کلاس مختلط
- پرستار شب
- فارفالون
- معلم مدرسه